# Grigori Moïssevitch Maïranovski
Grigori Moïssevitch Maïranovski (1899-1964) est, sous Staline, chef du laboratoire des poisons.
Il testait ses poisons sur des prisonniers politiques. Il les recevait en personne, leur donnait à manger et les mettait dans une pièce sans leur préciser quoi que ce soit. Puis il observait leur agonie. Son but était de trouver un poison ne laissant pas de trace, tuant par insuffisance cardiaque. Apprécié de ses supérieurs, il participera à de nombreuses expériences et assassinats politiques.
Après la Seconde Guerre mondiale, la guerre des clans faisait rage en Union soviétique et il en fut victime. Condamné en 1951 pour « possession illégale de poisons à domicile », il effectua 10 ans de prison avant de devenir professeur de chimie.
Voulant être réhabilité, il écrivit en 1964 à Khrouchtchev pour lui rappeler qu'ils s'étaient déjà rencontrés avant un assassinat politique auquel il avait participé. Il mourut peu après subitement d'une insuffisance cardiaque après un simple examen médical dans un hôpital moscovite réservé aux patients privilégiés.
Il a été surnommé le « Le Mengele de Staline ». 

## Source
- « Grigori Maïranovski, le "Docteur la mort" de Staline », Le Figaro, 18 juillet 2007.